# Lim Jin-suk
Lim Jin-suk (hangul: 임 진석), född den 16 maj 1968, är en sydkoreansk handbollsspelare.
Han tog OS-silver i herrarnas turnering i samband med de olympiska handbollstävlingarna 1988 i Seoul.